# Тиса-1
Тиса-1 — колишній закарпатський телеканал, входив до Закарпатської ОДТРК. Після закриття Національної телекомпанії України мовив ще деякий час у складі Національної суспільної телекомпанії України, а пізніше був замінений на UA: Закарпаття, який 2022 року був перейменований на «Суспільне Ужгород». Незадовго до закриття, перебуваючи у складі НСТУ, в липні 2017 року перейшов на формат зображення 16:9.

## Історія
Із липня 2012 р. в телекомпанії змінюється керівництво. Сьогодні генеральним директором є В. Мещеряков, який донедавна був помічником голови Закарпатської облдержадміністрації. З часу його призначення на телеканалі назрівають зміни, з’являються нові проекти, а також вирішуються господарські питання. 
Кінець 2013 р. – початок 2014-го внесли свої корективи в імідж закарпатського телеканалу. Революція, яка відбулася у суспільстві, а також події, які тривають досі, суттєво впливають на роботу працівників мас-медіа. Частково аудиторію «відтягують» екрани моніторів комп’ютерів, де можна подивитися стріми з подій чи переглянути оперативні фото. «Тиса-1» не оминає подій всеукраїнського масштабу, хоча власних кореспондентів у регіонах немає. Телеканал підтримує ініціативи загальноукраїнських ЗМІ, у випусках новин події з України зазвичай подають перед матеріалами із Закарпаття.
Важливий чинник, який впливає на створення сприятливого іміджу телекомпанії, – це участь у громадському житті. «Уміло використовуючи інтереси конкретної аудиторії і відповідаючи на соціальні очікування конкретного регіону, народжені соціальною обстановкою, рівнем життя, розвиненістю економіки, культури, національними та місцевими традиціями, система місцевої інформації так змінює тематику і зміст своєї роботи в порівнянні з центральними телепрограмами, що можна в цілому говорити про поєднання загальнонародної та місцевої тематики.  Місцева тематика вибудовується в руслі головних напрямків, вона може доповнювати і нерідко розвивати загальнонародну тематику» [11, c. 119].
Зважаючи на сучасні  процеси, які відбуваються на мас-медійному ринку, зростає роль державних телеканалів як таких, що здатні пропагувати єдину інформаційну політику, налаштовану на консолідацію проукраїнських настроїв. Сьогодні ЗОДТРК «Тиса-1» конкурує з п’ятьма телекомпаніями, одна з яких – «21 канал» – віднедавна входить до місцевого медіахолдингу і повністю змінює наповнення. Сьогодні на ЗОДТРК «Тиса-1» функціонують тринадцять редакцій. Таку їх кількість не має жодна з наведених вище телекомпаній. 
Редакція інформаційних програм об’єднує журналістів та інших працівників програми «Вчасно», випуски якої виходять тричі на добу, а також підсумкового випуску на вихідних, який сьогодні має назву «Вчасно. Підсумки тижня». 
Редакція суспільно-аналітичних програм готує програми «Гаряча лінія», «Ваше здоров’я», «Сільські будні», «Євровектор», «Зона особливої уваги», «Приватна бесіда», «Соціальні ініціативи». До цієї редакції належить також «Прогноз погоди».
«Студія Експеримент» є генератором нових проектів на «Тисі-1». Готує такі програми: «Про головне» (ток-шоу), «Життя покаже», «Просто неба», «Смак історії», «4+1», «Sound Check».
Редакція молодіжних та дитячих програм об’єднує такі програми, як: «Нова генерація», «МСІ» (молодіжна служба інформації), «Територія молоді», «Шовкова косиця», «7я», «Більше ніж хобі», «Дитяча година», «Дивосвіт», «Мандрики», «Кольорові сни», «Жити без болю» (для дітей з обмеженими можливостями). 
Редакція художньо-публіцистичних програм – це програми «Артпростір» (щотижневий огляд культурно-мистецьких подій Закарпаття), «Мистецтво жити», «ТТТ (традиції, творчість, таланти)», «Музичні мініатюри», «Суботні настрої». 
До спортивних програм телеканалу «Тиса-1» належать «Час футболу», «Про спорт», «Спортивний сектор», «Сила волі». 
Протягом тижня угорськомовна редакція готує 5-хвилинні новини угорською мовою, а щопонеділка та щосереди пропонує увазі глядачів тележурнали. Об’єднує програми: «Новини», «Горизонт», «Точка зору», «Від суботи до суботи». Редакція програм румунською мовою готує «Телекур’єр румунів» та «Румунське слово». 
Німецькою мовою на «Тисі-1» виходять програми «Ласкаво просимо» (програма про  і для нащадків  колишніх переселенців з Німеччини, Австрії  та  Богемії) та «На власні очі». 
Творчий колектив словацької редакції готує телевізійні програми «Фаребна дуга», «Словацькі погляди», «Актуально».
Редакція програм для національних меншин об’єднує програми «Романо джівіпен», «Русское время», «Русинська родина». 
Окрему редакцію становить ранкова розважальна програма «Ранок на Тисі». 
У головній заставці телеканалу використано ефект дзеркал, крізь які «проходить» літера «Т». Він виконаний у кольорах логотипу і є кількасекундним. Домінуючим кольором телеканалу є темно-зелений, деякі заставки до програм, а також студії виконані у цьому кольорі, наприклад, «Спеціальний репортаж», «Телебачення без кордонів», «Сила волі» «Час футболу», «Погода», «Угорські новини», «Спеціальний репортаж».  
Нерідко під час створення заставок використовують слова «актуально», «вчасно». До того ж, коли повторюється колористика, то програми дуже легко сплутати. Наприклад, «Спеціальний репортаж» теж має зелену заставку, під час якої сучасні кадри чомусь змінюються радянськими, очевидно, взятими з архіву. 
В ефірі ЗОДТРК «Тиса-1» доцільним було б звучання закарпатських мотивів, принаймні в рекламних заставках каналу. Натомість під час оголошень «Інфо-канал» музичне оформлення надто гучне, заважає зосередитися. 
У закарпатському телепросторі лише ЗОДТРК «Тиса-1» готує програми для дітей. Пізнавальні програми ведуть підлітки, заставки до програм «Мандрики» й «Дивосвіт» цілком відповідають концепції дитячих програм, в оформленні використано мультиплікаційні прийоми. 
Якість дитячих програм підтверджена перемогами у різноманітних конкурсах. Із чергових досягнень – перемога програми «4+1» у номінації «Краща програма для дітей» за підсумками XVIII Міжнародного фестивалю телевізійних і радіопрограм «Калинові острови».
Трансляції у прямому ефірі та записи програм Закарпатської ОДТРК відбуваються у двох студійних павільйонах площею 100 та 300 кв. м. Декорації час від часу змінюють, як це сталося у березні 2013 р. Тоді змінили назву й оформлення студії інформаційної редакції. 
Щодо образу журналіста у кадрі, під час студійних зйомок до одягу більш вимогливі, ніж під час стендапів. Натомість варто зазначити, що з усієї команди професіоналів, які мали б створювати образ тележурналіста, працює лише перукар. Одяг ведучих обирають працівники магазинів, з якими підписані договори, тобто одяг надають тільки на час програми. В історії «Тиси-1» був період, коли одяг шили на замовлення, але тривав він недовго. 
Під час стендапів журналісти всеукраїнських телеканалів з’являються в кадрі у фірмовому одязі з логотипом. Приміром, репортери «1+1» одягають червоні куртки із назвою каналу, «свій» одяг мають і журналісти «Нового каналу», «5 каналу», «ICTV» тощо. Зрозуміло, що регіональні компанії не завжди можуть дозволити собі фірмовий одяг, однак принаймні мікрофон з відповідною «шашечкою» журналіст міг би тримати у кожному стендапі. 
Загалом фон стендапу і зовнішній вигляд журналіста мають відповідати темі та атмосфері сюжету, до прикладу, як під час виїзних зйомок програми «Просто неба». Ведучі не повинні надто виділятися на фоні студії, проте і не зливатися при цьому в єдину кольорову гамму. Винятковий випадок маємо у програмі «Смак історії», де ведучий-кухар зобов’язаний бути у білій формі і при цьому не може суттєво змінити біле тло позаду себе.
Із розташуванням журналіста у кадрі в програм і сюжетів ЗОДТРК «Тиса-1» є недоліки, однак ще чіткіше невмілість операторів простежується на приватних регіональних телеканалах «РТК-Хуст» і «Виноградів-ТВ». 
Проаналізувавши телепрограму за будні та вихідні, відзначаємо наявність чималої кількості інформаційних програм, переважно новин як українською, так і мовами національних меншин. Протягом тижня у першій частині дня «Тиса-1» транслює ранкові ефіри, зазвичай це прямий ефір о 8-й годині й два повтори у записі. Ввечері тривають повтори соціально-розважальної програми «Життя покаже». Повторні трансляції на «Тисі-1» відбуваються лише з програм власного виробництва. 
Задоволення потреб глядачів в інформації, передусім політичній та економічній, на Закарпатті забезпечують усі з перелічених місцевих телеканалів. Новини – невід’ємна складова частина мовлення будь-якого телеканалу. На каналі «Тиса-1» ця програма пережила чимало змін, зокрема кадрових. 
Розважальні програми мають попит на всіх закарпатських телеканалах, що зумовлено передусім становищем області, яка характеризується відсутністю підприємств важкої промисловості й великого виробництва. Тож економіка не є основною темою для закарпатців, як і політика. 
Із розважальних програм на каналі «М-студіо» популярні ранкові ефіри. Про ресторанні справи в області розповідає «Ресторанний гід». Як і на телеканалі «Тиса-1»,  у назвах соціальних та навіть мистецьких програм нерідко вживають слова «життя, життєвий». У вигляді діалогу відбувається програма «Життєвий простір», гостями якої є відомі люди краю. Для автолюбителів «М-студіо» пропонує програму «Autonews», і це чи не єдина передача, що об’єднує людей за інтересами. «Тиса-1» не пропонує наразі нічого подібного. Зате «М-студіо» не виготовляє програм для дитячої аудиторії.
Ставку на розважальність роблять і журналісти «Першого кабельного». Якщо «М-студіо» і «Тиса-1» певною мірою змагаються між собою в оперативності висвітлення новин, то «Перший кабельний», навпаки, сконцентровує увагу на аналітиці й спеціальних репортажах. Цей ЗМІ відзначається й тим, що безперервно експериментує з формами і журналістськими жанрами. Із розважальних програм, які сьогодні готують на телеканалі, – «Туристи». У головних ролях – відомі у краї гравці КВК. Хлопці подорожують Закарпаттям, розповідаючи про цікаві особливості регіону. 
Чималі за обсягом на цьому каналі програми на релігійну тематику. Ведуть їх не журналісти, а самі ж священики. 
Оперативного і регулярного висвітлення масмедійниками Закарпаття потребує туризм, який є специфікою регіону, щоправда, потребує суттєвого розвитку й капіталовкладень. Водночас тематики фестивалів, народних гулянь, а також краєвидів місцевої природи вистачає для сюжетів із надлишком. 
Журналісти «Тиси-1» наприкінці 2013 р. створили серію іміджевих заставок, спрямованих на популяризацію краю. ЗОДТРК знімає документальні фільми про Закарпаття, які займають призові місця на різних фестивалях. Чималий попит мала програма «Просто неба», в якій йшлося про села області. Програму транслював «Перший національний телеканал». 
Таким чином, зважаючи на вищезазначені особливості місцевих телеканалів Закарпаття, виокремлюємо найважливіші ознаки діяльності ЗОДТРК «Тиса-1» у системі телемовлення Закарпаття:
1.	Як державний телеканал ЗОДТРК «Тиса-1» підтримує соціальні ініціативи, проголошені на рівні держави, транслює чимало соціальної реклами. Телеканал представляє мас-медійний продукт для різновікової аудиторії.

## Про телеканал
Понад 95% кабельних мереж Закарпатської області ретранслюють канал «Тиса-1» своїм абонентам, що робить його «першою кнопкою» закарпатського ефіру та залишає поза конкуренцією в регіональному телепросторі. Багато міст та населених пунктів областей України також включили наш канал до своїх кабельних мереж.
Ефірний передавач в обласному центрі та ще десять по всій Закарпатській області.
Перспектива покриття Закарпаття в цифровому пакеті МХ-5.
Єдина повноформатна телевізійна студія області з досвідом роботи понад 50 років. Кваліфікований творчий та технічний колектив, що налічує майже 300 фахівців.
Інформаційні, суспільно-політичні, інтерактивні, художні, музичні, молодіжні, дитячі та спортивні програми, відзначені престижними нагородами.
Трансляції у прямому ефірі важливих подій.
Два студійні павільйони (100 та 300 кв.м.), пересувна 5-камерна телевізійна станція, 12 монтажних апаратних, мобільні телевізійні комплекти журналіста.
Сучасний комплекс автоматизації ефіру.
Виробництво телевізійних передач, ток-шоу, фільмів, сюжетів, репортажів, презентацій, нарисів, інтерв'ю-портретів, музичних та рекламних кліпів, спотів на сучасному технологічному обладнанні у будь-якому телевізійному форматі.

## Зона мовлення
Зона покриття супутника Astra 4A у позиції 4.8E, через який ведеться мовлення телеканалу Тиса-1, охоплює територію Європи, північної Африки, України, значної частини Росії від Атлантики до Байконура, від Норвегії до Ізраїлю. Власна станція космічного Up-Link з антеною діаметром 4 метри. 100-відсоткове покриття території краю та держави.
Ліцензія Національної ради з питань телебачення та радіомовлення України передбачає розповсюдження наших програм на всю територію України та закордон 24 години на добу українською, угорською, румунською, німецькою, словацькою, русинською, ромською та російською мовами.

## Логотипи
Телеканал змінив один логотип. Останній — другий за рахунком.

   1991 — 2005
    З 2005 (останній)